# کرالوویتسه (ناحیه کلادنو)
کرالوویتسه (به چکی: Královice) یک منطقهٔ مسکونی در جمهوری چک است که در شهرستان کلادنو واقع شده‌است. کرالوویتسه ۱۴۰ نفر جمعیت دارد.